# 總統府 (臺灣)

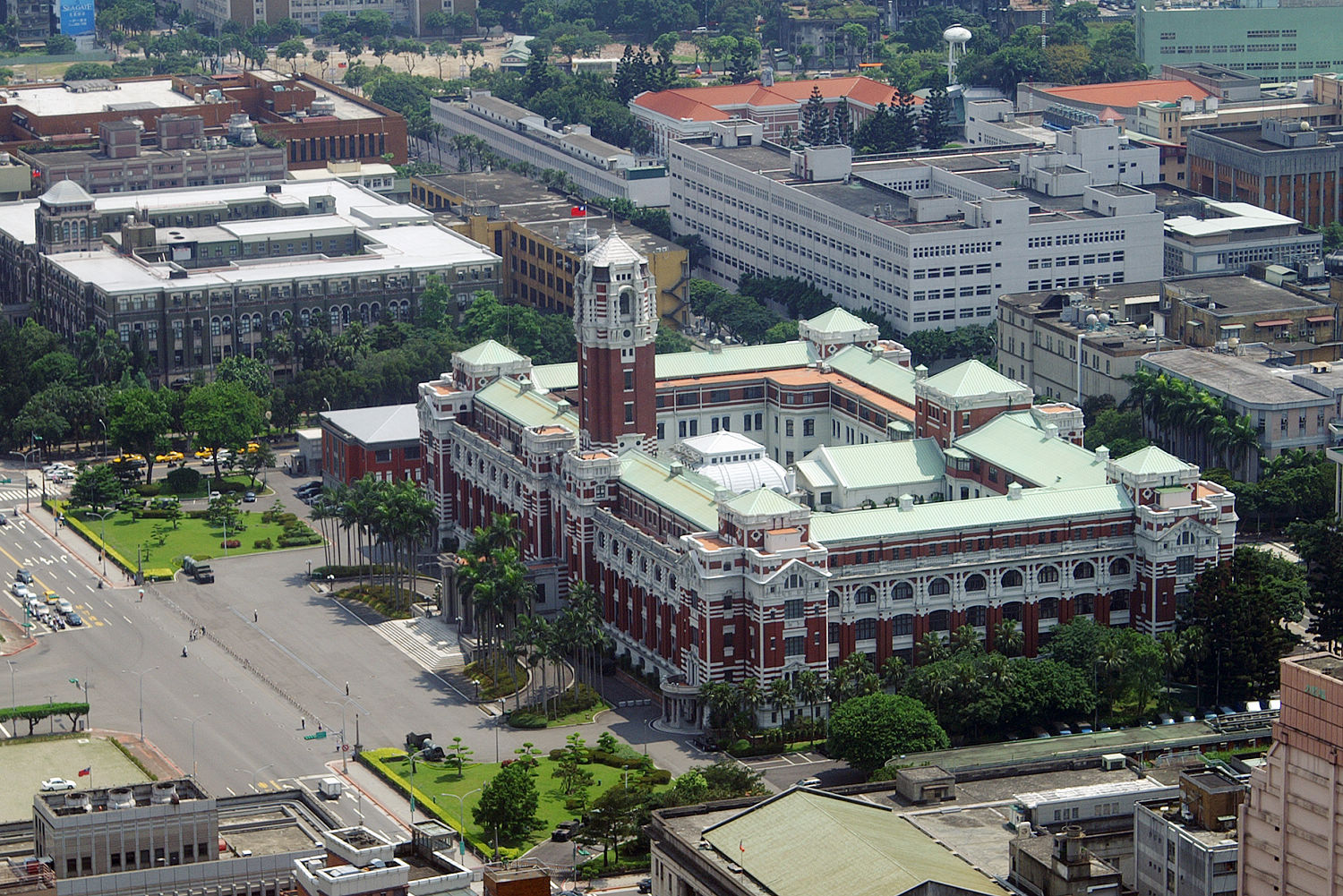
俯瞰總統府廳舍與府前廣場

中華民國總統府廳舍位於臺灣臺北市中正區，為中華民國總統、副總統的辦公場所，中華民國政府亦於每年元旦及國慶日在此舉行升旗典禮，並且依照慣例，歷任總統皆會於升旗典禮結束後在府前廣場發表談話。總統府廳舍於1919年建成，建築風格屬辰野金吾風格，為中華民國國定古蹟。起初於臺灣日治時期作為「臺灣總督府」，中華民國政府遷臺後成為總統府機關辦公廳舍所在地，是臺灣重要的政治中樞與國家最高權力象徵。只有在特定時間才會開放給民眾入內參觀。另依《集會遊行法》第6條第1項規定，總統府及其周邊範圍，非經主管機關核准不得舉行集會、遊行。

## 地理位置
總統府位於臺北市中正區建國里重慶南路一段122號，坐西朝東，由東側的重慶南路一段、西側的博愛路、南側的貴陽街一段，北側的寶慶路所圍繞，因正門坐落於凱達格蘭大道的西側端點，故地址常被誤認為「凱達格蘭大道1號」，但實際上「凱達格蘭大道1號」是臺北賓館。此外，建築的後端為長沙街一段的東側端點。大眾運輸方面，臨近臺北捷運淡水信義線臺大醫院站。

## 歷史沿革

### 設計

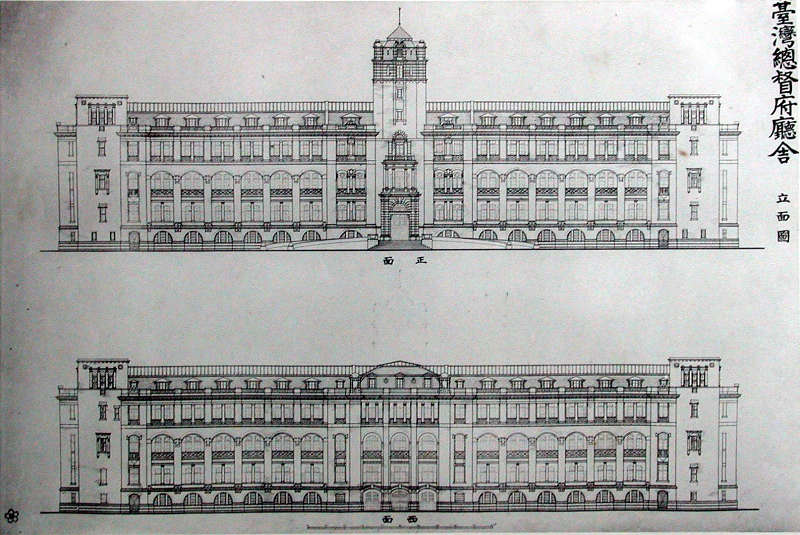
森山松之助基於長野宇平治設計所修改的總督府設計圖，後又增加高塔高度

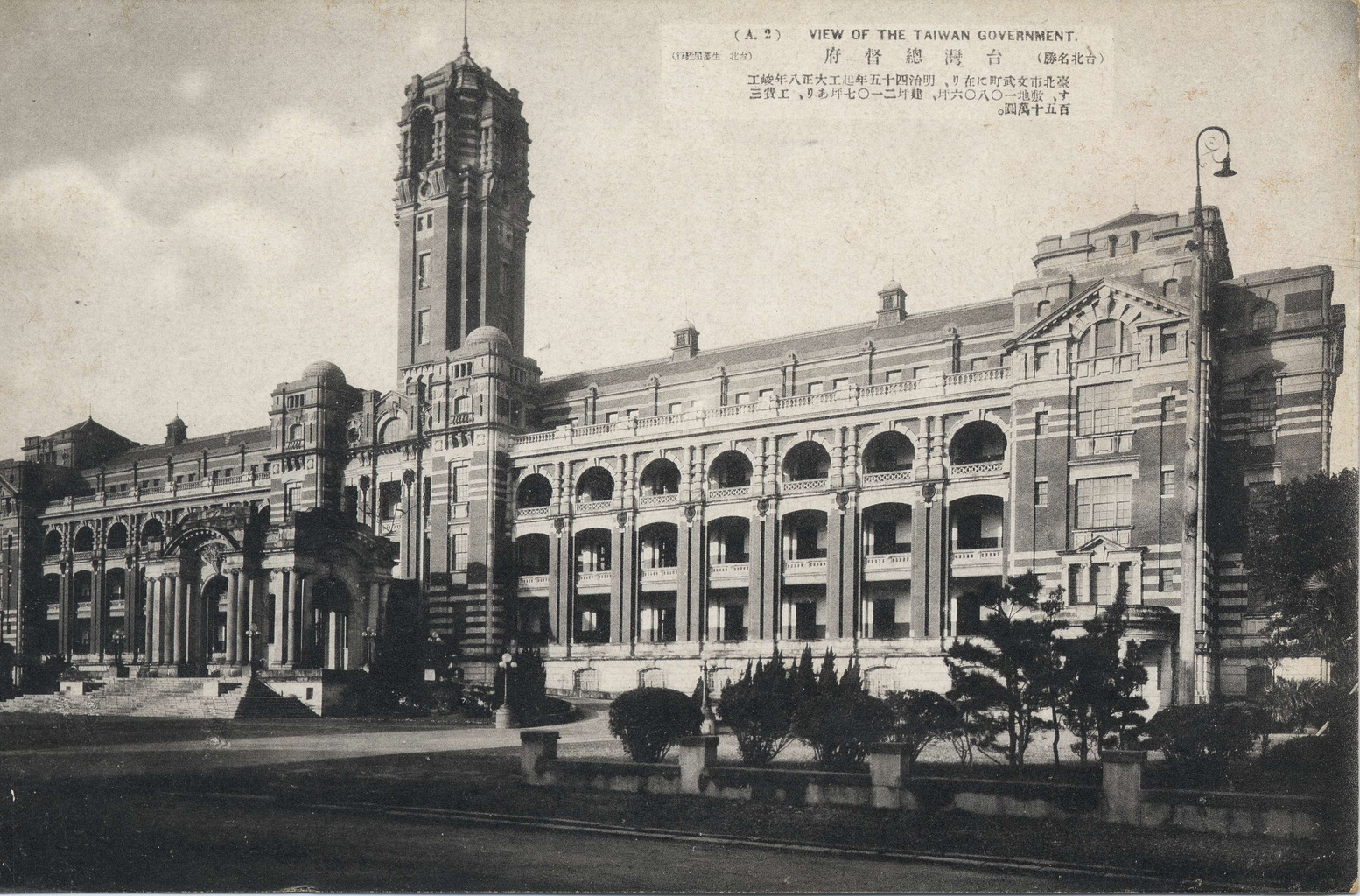
日治時期的台灣總督府廳舍外觀

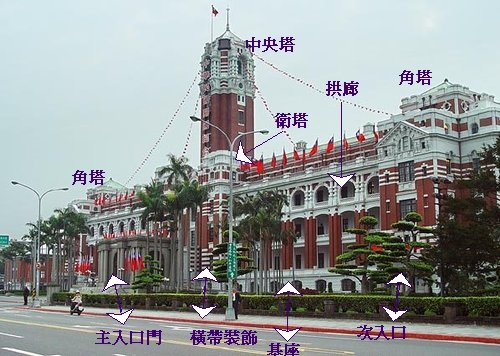
總統府的建築特色

甲午戰爭尾聲，在臺政權大致穩固底定的日本政府將臨時總督府設在清代的福建臺灣承宣布政使司衙門及欽差行臺內，直到第五任台灣總督佐久間左馬太總督的時候，才有興建永久廳舍的計劃。經過審慎規劃後，總督府於1907年懸賞5萬元日幣公開徵圖，並限定參賽者資格為日本本土的建築家。
徵圖初選階段，主辦單位從多位參加競圖的日本建築師當中選出一至七名：分別為鈴木吉兵衛、长野宇平治、片岡安、森山松之助、松井清足、櫻井小太郎及福井房一，每位均獲得獎金1,000元。
評審團包含辰野金吾、中村達太郎、塚本靖、伊東忠太、妻木賴黄等等知名建築技師，本來屬意採用初選首獎得主鈴木吉兵衛的作品，不過經多日審慎考量，評審團發現首獎作品中的尖塔、陡屋頂、具兩層老虎窗的紅磚建築樣式有抄襲海牙和平宮嫌疑，因此於1909年公佈的中選名單中採用了第二名长野宇平治（師從辰野金吾）的作品，而其樣式與當年正在建造中的東京車站相當接近。
雖說如此，到最後定稿階段，修改成現今高塔、壯闊莊嚴建築模樣的真正設計者是初選獲得第四名的森山松之助，將設計圖局部修改後，工程才開始動工。最終設計和德國柏林紅色市政廳外型類似。

### 建造修復

貳佰圓新台幣背面上的總統府，正面為蔣介石肖像

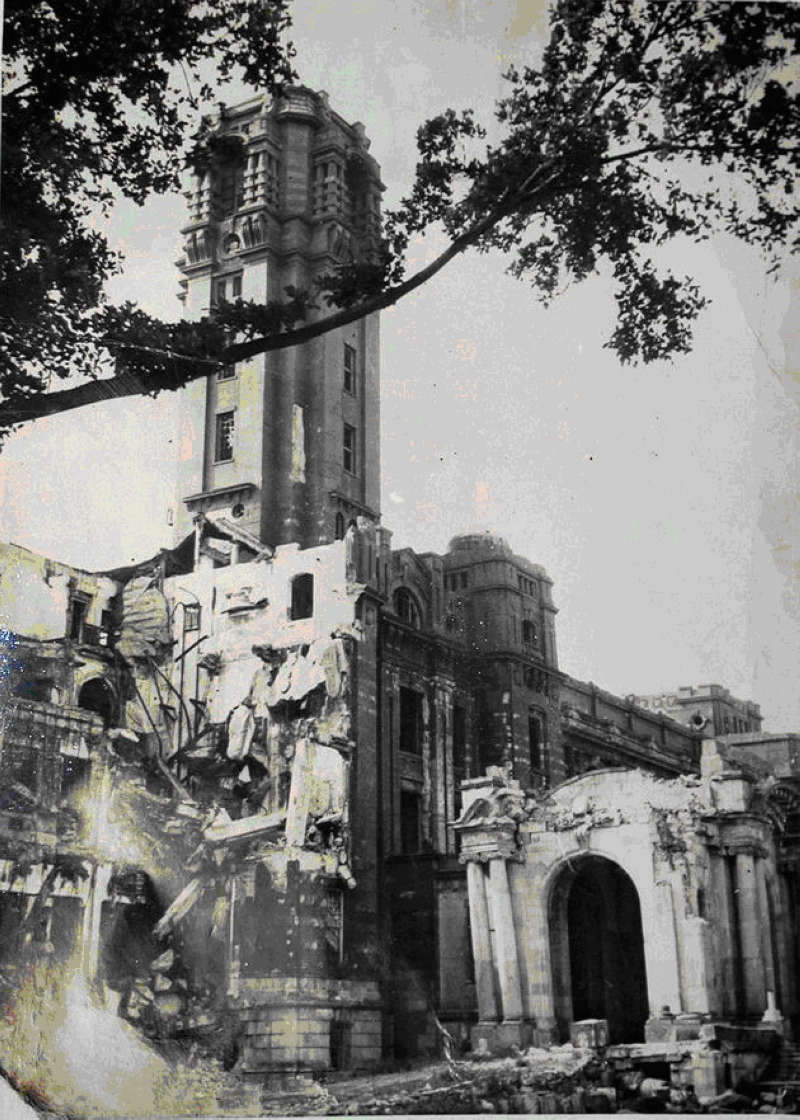
二戰時被遭受同盟國軍轟炸過的台灣總督府

總督府於1912年6月1日正式開工，1915年6月主體大致完成並舉行上棟典禮，經過幾年施工後，終於在1919年3月告竣，總工程費達281萬日圓。當時總督府的敞廳內設置有兩尊銅像，前敞廳為總督府民政長官後藤新平長官，後敞廳為總督兒玉源太郎總督。隨後，這座當時全臺灣最高的建築物就一直是日本統治臺灣的重要象徵，因此在二次大戰期間，這棟建築物成為美軍轟炸台灣的主要目標物之一。雖然日方將總督府百般偽裝及防範，最後還是在1945年戰爭末期的臺北大空襲中遭到美軍擊中，導致正面部分結構被炸毀。
二戰後，中華民國政府接收臺灣，1946年各界為慶祝甫領導對日抗戰勝利的時任國民政府主席蔣中正六十大壽，捐款修復此建築，直至1948年底才修復，並更名為「介壽館」，但與原始設計有所不同。該館常與蔣中正肖像搭配，成為新臺幣正反兩面之圖像，法規中也會以介壽館來稱呼總統府建物。
臺灣省政府於1947年成立後，該建築在臺北市都市計畫圖被標示為「省府大廈」，但省政府的實際辦公廳舍為原臺北市役所（即今行政院大廈）。1948年在此舉辦臺灣省博覽會。
隨著1949年中華民國政府遷往臺北市，12月9日行政院會議決議：「總統府及行政院設址於介壽館辦公」。此後至1957年，中華民國總統府與行政院在此合署辦公。行政院在1957年遷至舊省府大樓後，介壽館遂由總統府單獨使用。2005年10月，臺北市政府新聞處舉辦市民票選「臺北市十大建築」活動，總統府廳舍位列第五，與臺北101、美麗華摩天輪、中正紀念堂、圓山大飯店、國父紀念館、西門紅樓、新光人壽大樓、中油大樓與臺北之家等建築齊獲選代表臺北市的特色建物，另有監察院廳舍與臺北市市政大樓則分別名列第11、12位。2006年，於陳水扁總統任內，介壽館正式更名為總統府，正門「介壽館」門額銜牌亦於同年3月25日更換為「總統府」；後敞廳「中山廳」壁龕擺設的國父孫中山半身銅像與前敞廳大門入口處中央走道的總統蔣中正半身銅像被撤除，原孫中山銅像壁龕位置改放置盆景。2008年馬英九上任總統後，僅孫中山銅像回復原位。

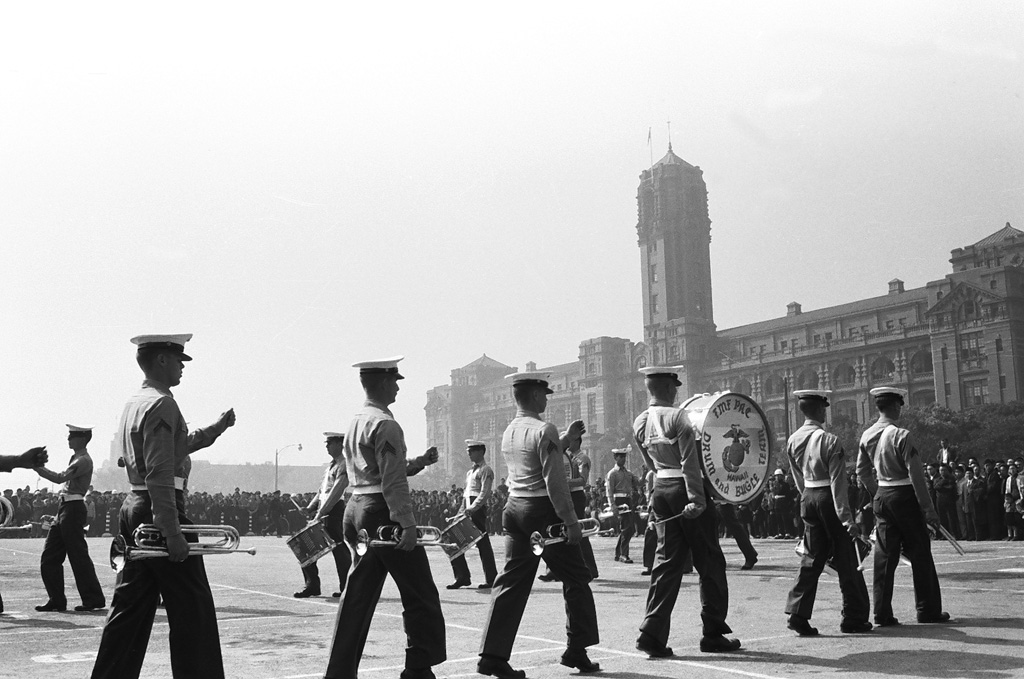
1959年，美國海軍陸戰隊樂隊在總統府前表演

## 建築設計
現今的總督府廳舍建於1912年至1919年，主要建築師為森山松之助與长野宇平治。正面寬約140公尺、側面寬約85公尺，中央塔高60公尺，總佔地為6,942平方公尺（2,100坪），建築物的中央塔、角塔、衛塔等大片立面的1:2:3:2:1的節奏和粗面砌築基座與柱式主出入口，整棟建築物中充滿廊柱、山牆、拱廊及圓拱窗，被視為臺灣日治時期的代表性建築。
作為日治時期的行政機關所在地，該建築呈現著受到歐洲歷史主義下影響的新文藝復興建築風格，具有強烈歐洲十九世紀歷史主義與功能的影響。整座建築由四條長形長翼圍繞，呈現封閉式的矩形結構體，其中央貫穿主軸中翼，將矩形建築圍成兩個中庭，正面主樓中央則設立一座高達67公尺的樓塔，成為當時臺灣地區最高且顯著的建築物之一。總督府廳舍作為行政機關，同時代表殖民統治者的權威，建築師因而融合西方建築的現代化與高效率概念，並借用東方建築空間佈置上的中軸理念，旨在凸顯殖民統治者的權威形象。
在建築的中央縱軸線上，穹窿構造是建築的重要元素。儘管總督府的案例不如其他歐洲穹窿高大，且隱藏在正面樓塔之後，從整棟建築外表看並不非常顯眼，但卻是放在整座建築的中心位置。穹窿下敞廳是整座建築最華麗氣派的部位，符合東方尊卑倫理觀念，越在中央越顯建築體地位尊貴。由於曲錐穹窿位於高塔與四翼之後，因此也有東方宮殿隱密、幽靜深遠與深不可測的肅穆。此外，長野宇平治開創了倒「日」字形平面結構的先例，此設計在亞洲是首次使用。因而再透過森山松之助的修正下，總督府同時具備地方政府與帝王宮殿的雙重性格與特徵。
雖經整修，總統府建築仍保持莊嚴和簡潔的設計。當前的總督府建築分為五層樓，主體平面呈現倒「日」字型。府中有南、北兩個庭園，南、北苑各以國徽及梅花作設計。

### 佈局
總督府新廳舍位於台北府城的中心點，與東方建築的中心軸線思想相符，同時也是政治權力的中心。然而，建築本身的設計採用東西橫軸向，打破了傳統的坐南朝北的縱軸線佈局和風水觀念。這符合當時日治政府提倡的向東、面向陽光、明亮、採光佳、衛生、空氣流通等現代化原則。
在總督府廳舍設計競圖比賽公佈之前，新廳舍敷地的地點、位置、面積及方向在日治時期都市計畫原先就已經確定。根據1905年公告第199號「台北市區改正計畫」，總督府新廳舍的正門朝東，位於原來清代的文武街上，正面大門面對東門街（今凱達格蘭大道），直通臺北府城東門。在這個新市區規劃中，東門的城牆已經拆除，並且利用圓環及五條放射星狀道路規劃，使東門成為新的重要交通聯繫點。因此，總督府面向著這個交通要點。由於長野宇平治和森山松之助所設計的中軸線恰好與東門延伸出來的東西軸線相連接，中軸線除了連接總督府建築本身外，還與東側的新市區相連接，也使總督府的中軸線是未來台北新城向東擴展的趨勢之預兆。
自1932年「台北市區計畫街路及公園圖」後。總督府在20世紀初期於中軸線的東西走向，實際解決了清末以來南北縱向發展的缺陷，使棋盤狀的道路網絡更加周全密集。新市區的規劃也加入了更多的數學理性造型，如圓形、橢圓、半圓、錐形和三角形等西式造型，例如圖環、放射星狀道路和廣場等建築元素，讓方格佈局和幾何佈置相結合。這使得原本封閉的城市格局逐漸轉變為向四周開放的城市格局，以多元取代單一。因此，臺北市的面貌變得更加現代化和進步。

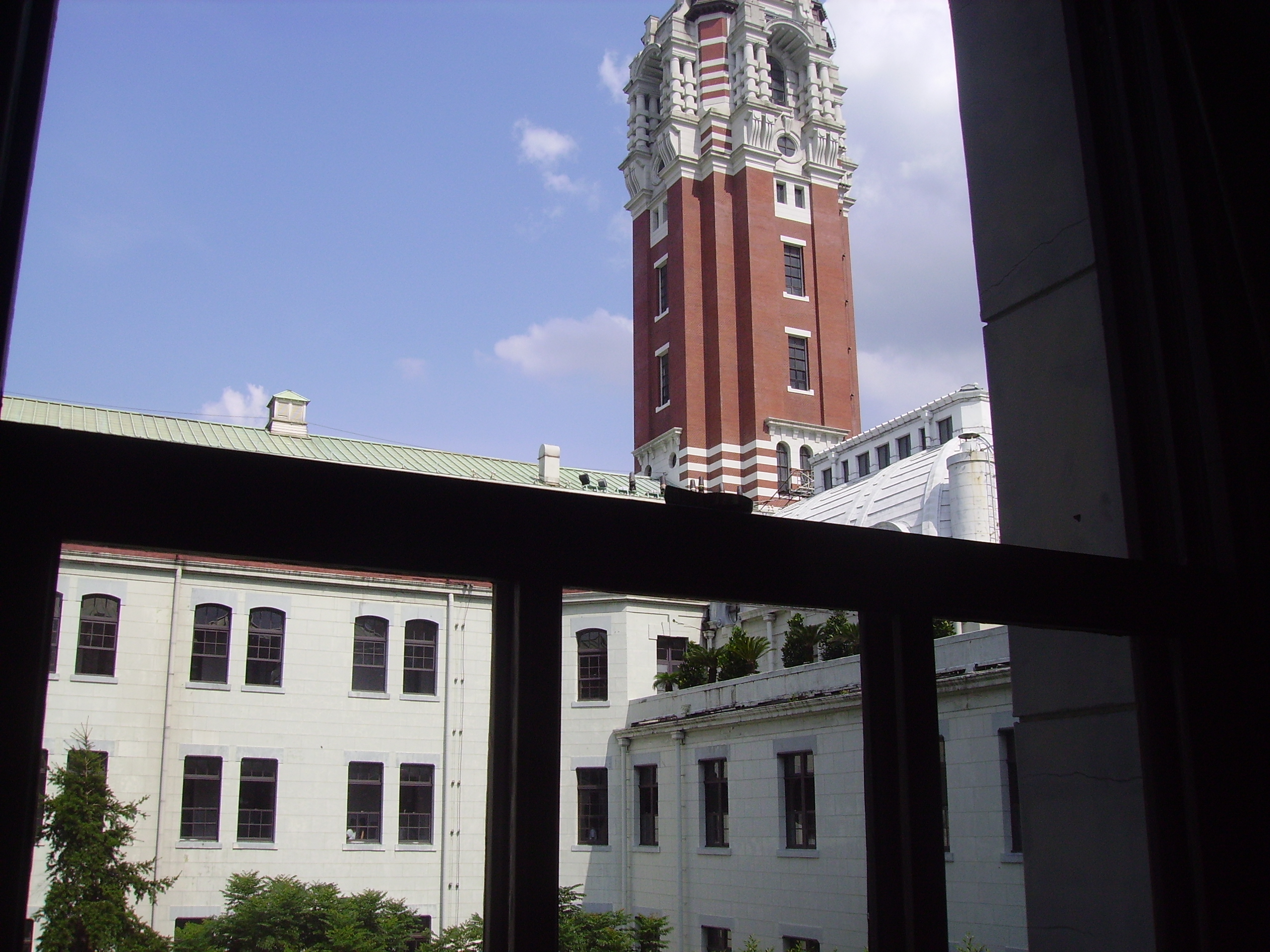
總統府的內部走廊窗戶
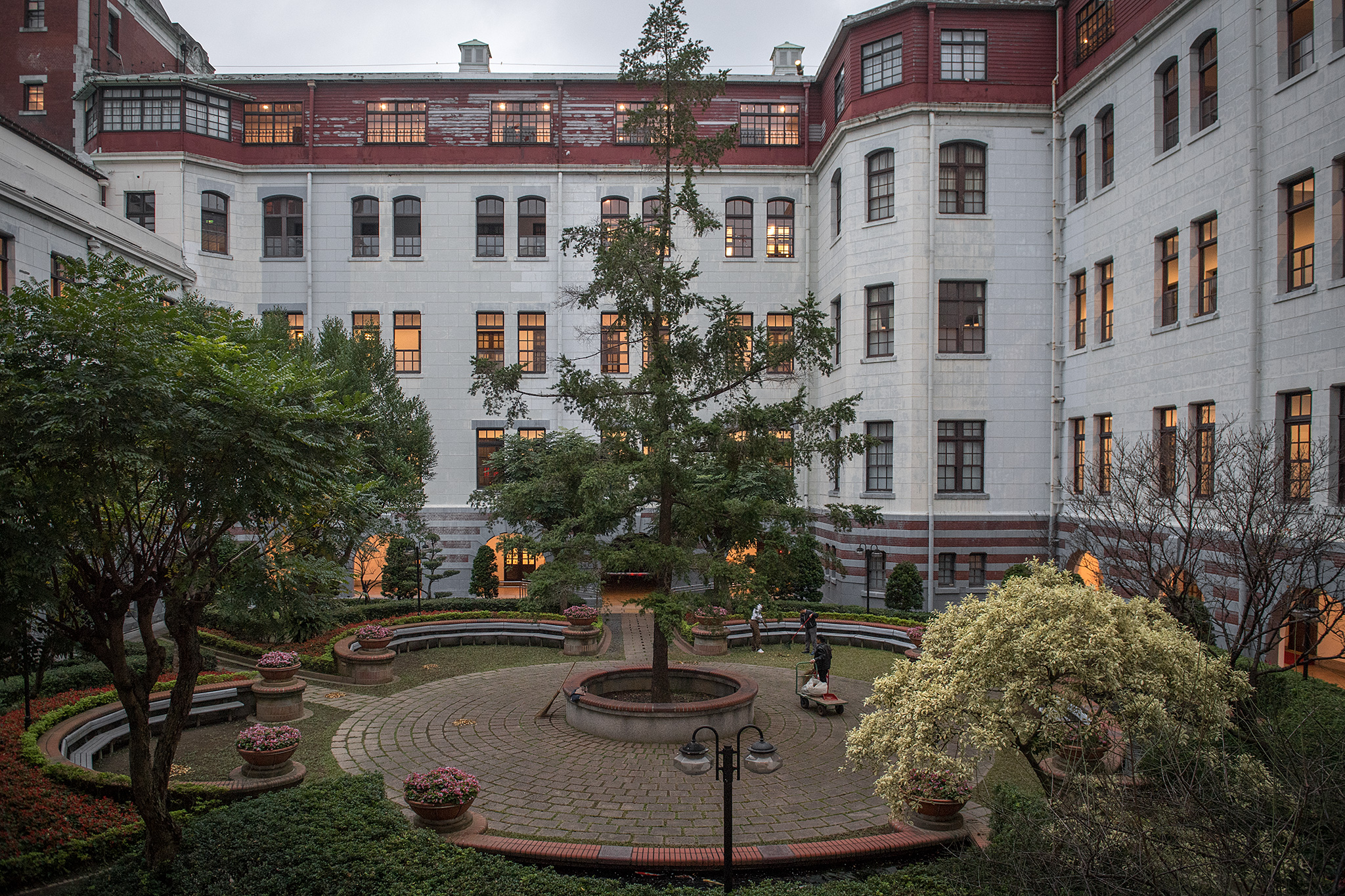
總統府北苑中庭，造型為梅花
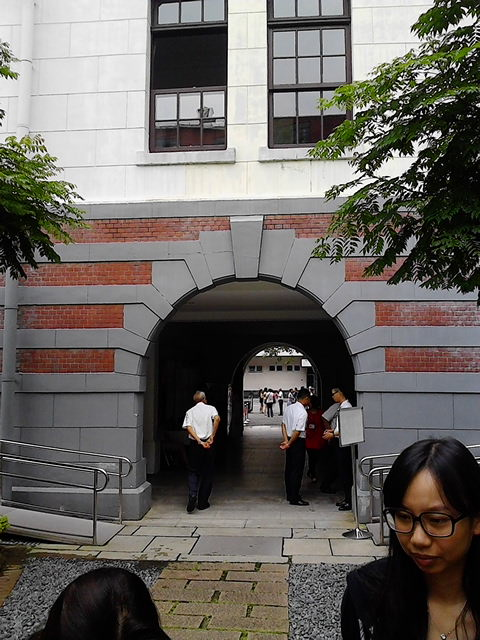
總統府側門出入口
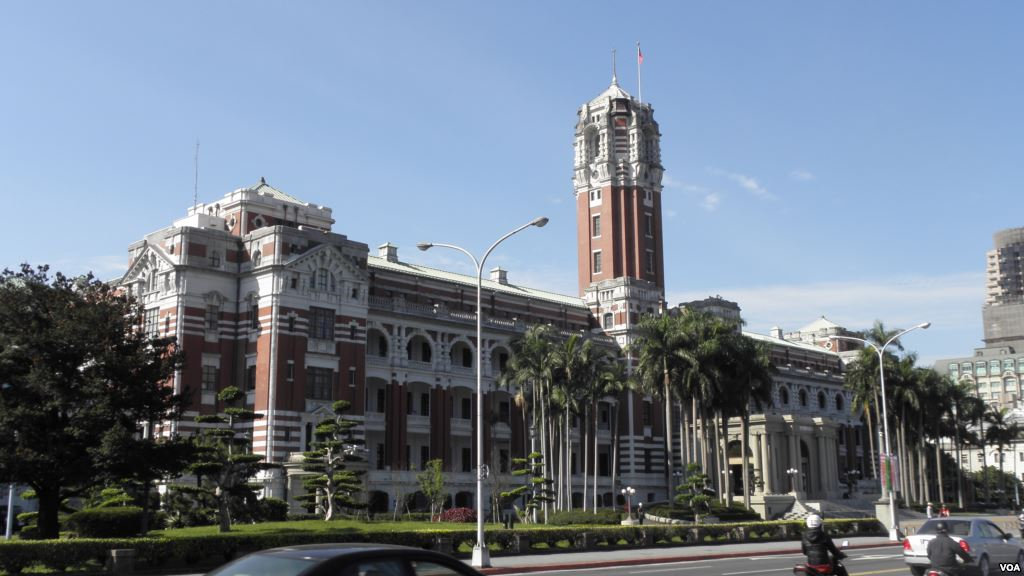
總統府外觀
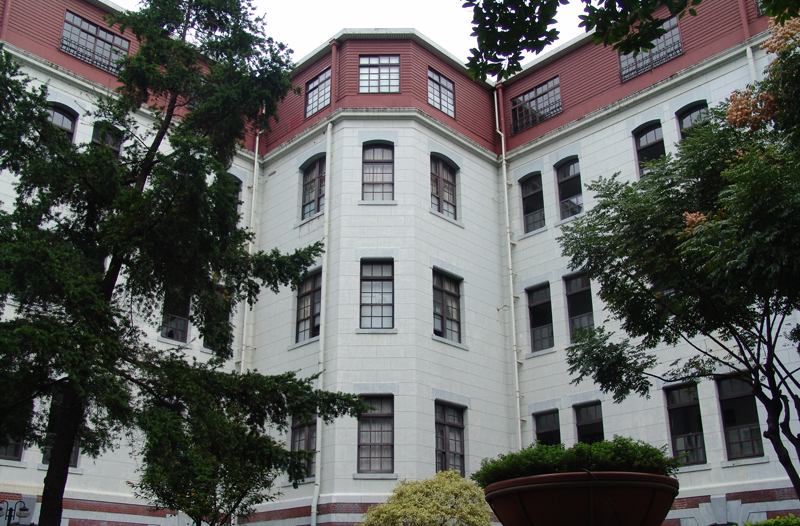
總統府內庭園八角亭
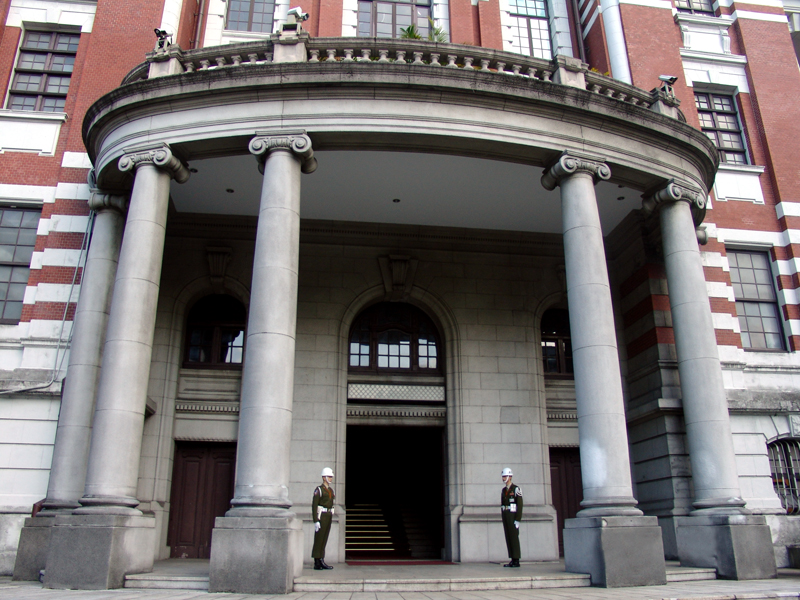
總統府西大門（後門）
總統府西面（長沙街方向）
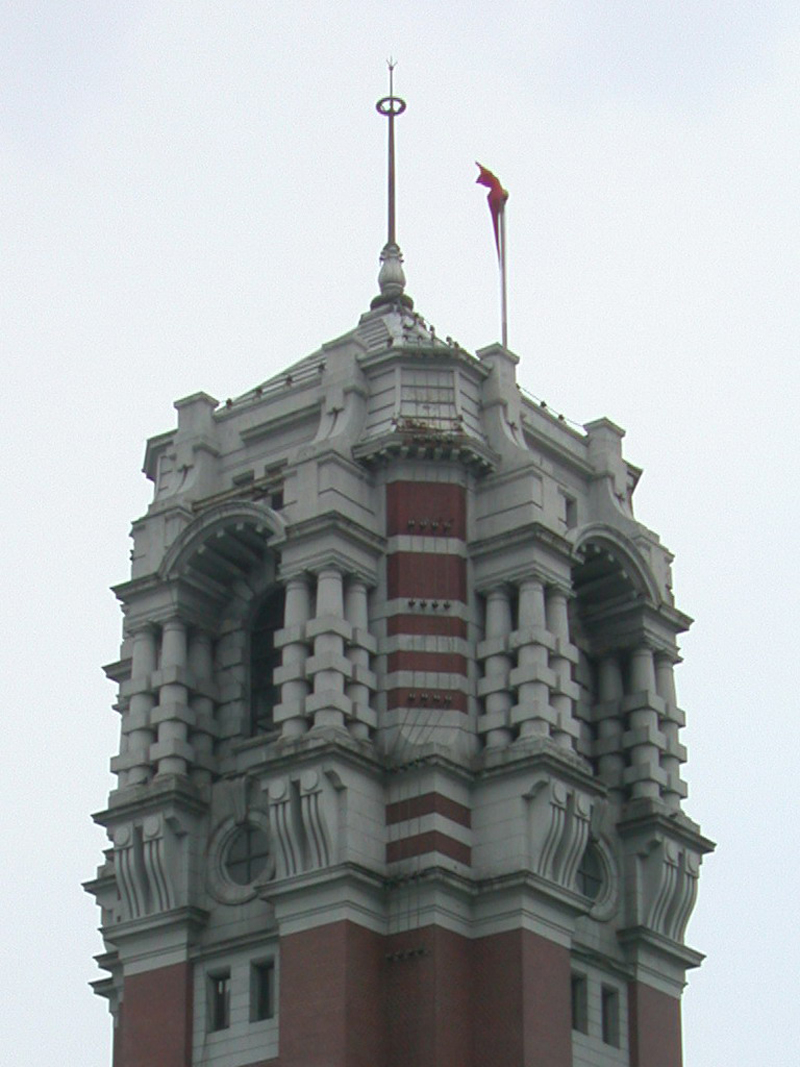
塔樓托座特寫

## 廳舍使用單位
在臺灣日治時期啟用時做為臺灣總督府辦公廳舍之用。除了上述的1945年中到1948年底的修復期間之外，不管是名稱是總督府，還是總統府，自1919年落成以來，現為總統府的這棟建築都一直是台灣的最高權力中心。以下是總統府的歷任使用主人：

### 日治時期

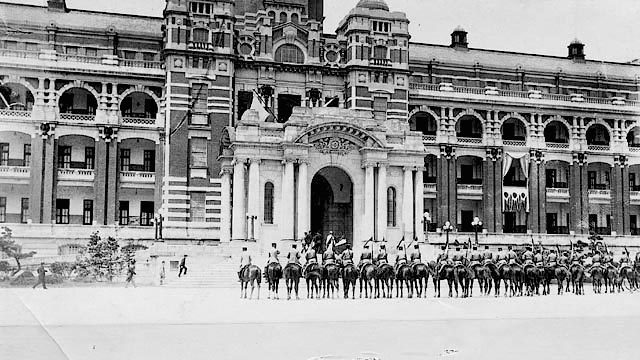
騎兵隊於臺灣總督府前迎接於1923年4月到訪的攝政皇太子裕仁

#### 總督
- 第7任台灣總督：明石元二郎總督

（明石總督1918年6月就任，1919年10月卒於任，總計約有七個月進駐於此。）
- 第8任台灣總督：田健治郎總督
- 第9任台灣總督：內田嘉吉總督
- 第10任台灣總督：伊澤多喜男總督
- 第11任台灣總督：上山滿之進總督
- 第12任台灣總督：川村竹治總督
- 第13任台灣總督：石塚英藏總督
- 第14任台灣總督：太田政弘總督
- 第15任台灣總督：南弘總督
- 第16任台灣總督：中川健藏總督
- 第17任台灣總督：小林躋造總督
- 第18任台灣總督：長谷川清總督
- 第19任台灣總督：安藤利吉總督

因美軍轟炸導致毀損，安藤總督遷至「台北市役所」（今行政院院區）辦公。

### 中華民國時期
戰後，因原總督府廳舍尚在修復，臺灣省行政長官公署所在也設於原臺北市役所，因此臺灣省行政長官陳儀並未待過總統府。
1947年4月22日，國民政府廢除臺灣省行政長官公署而另行成立臺灣省政府後，首任臺灣省政府主席魏道明辦公場所在仍舊留在上述地點。

#### 東南軍政長官
- 東南軍政長官陳誠：1949年8月15日時任中華民國東南軍政長官，統轄江蘇省、浙江省、福建省、臺灣省、海南特別行政區五省區，他的「辦公室」所在的「介壽館」就是現在的總統府。1949年－1950年，該建築物曾有中華民國東南軍政長官公署，中華民國行政院，中華民國總統府三署共同辦公之事。1950年3月15日，東南軍政長官公署裁撤。

#### 行政院院長
1949年12月9日，行政院會議決議中華民國總統府及行政院設址於介壽館辦公。
- 行政院院長閻錫山，1949年12月7日閻錫山正式宣佈中華民國行政院遷駐臺北，12月8日於介壽館辦公。
- 行政院副院長朱家驊，1949年12月8日抵達臺北隨即進駐介壽館辦公。
- 行政院院長俞鴻鈞
- 中華民國副總統兼行政院院長陳誠（1959年行政院遷移至原臺北市役所辦公，臺灣省政府遷往南投中興新村）

#### 中華民國總統
- 第1、2、3、4、5任總統：蔣中正總統

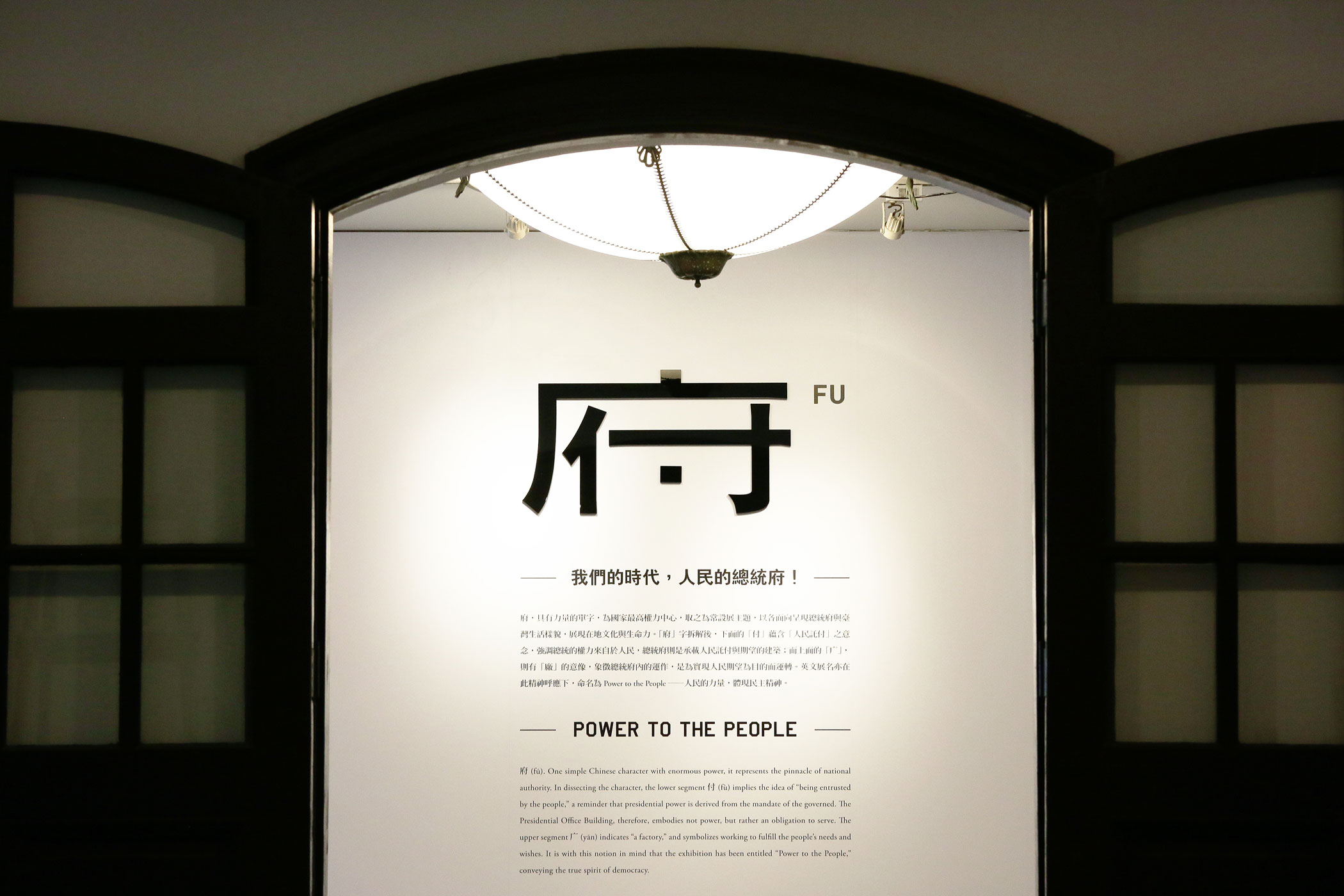
蔡英文任內總統府常設展「府－Power To The People」

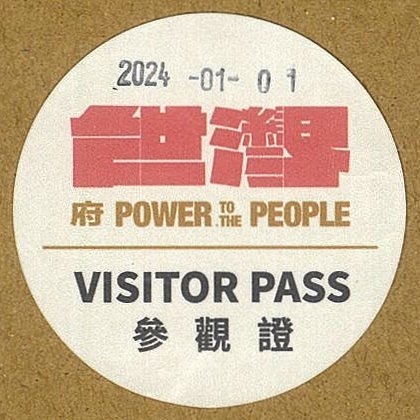
中華民國總統府參觀證

  - 1950年1月3日，蔣中正總裁於台灣接管政事。同年3月1日正式「復行視事」，恢復總統職權後即進駐總統府。他並於1951年於府前舉行首屆「雙十國慶閱兵」（1951年－1957年，1959年－1964年）。中華民國總統府與行政院共署辦公。
- 第5任總統：嚴家淦總統
- 第6、7任總統：蔣經國總統
- 第7、8、9任總統：李登輝總統
  - 1991年首次舉辦「介壽館音樂會」
  - 1995年「介壽館」首次開放參觀
- 第10、11任總統：陳水扁總統
  - 「介壽館音樂會」改稱「總統府音樂會」
  - 卸下大門「介壽館」牌匾，換上「總統府」正名
- 第12、13任總統：馬英九總統
  - 府內一樓常設展「從總督府到總統府」
- 第14、15任總統：蔡英文總統
  - 府內一樓常設展「府—POWER TO THE PEOPLE。我們的時代，人民的總統府」
  - 2017年（民國106年）中華民國國慶日期間首次於總統府舉行光雕表演。
  - 2019年（民國108年）推出「總統府建築百年特展」，總統府音樂會首次於凱道舉行，並開放民眾入場。
- 第16任總統：賴清德總統
  - 府內一樓常設展「民主方舟：臺灣永續前行」

## 府內廳室
以下列出總統府內特殊命名的廳室，除下列廳室外大多數廳室尚未命名，僅以數字代號表示。

### 2F

#### 中山廳
- 即為府內挑高中央「敞廳」，依前後又可分為「前敞廳」與「後敞廳」。前敞廳於戰後嚴家淦總統任內設置蔣中正銅像，於陳水扁總統任移除。後敞廳於前往3樓樓梯盡頭壁龕置有孫文半身銅像，曾於陳水扁總統任內移除，馬英九總統任內復位。
- 敞廳原來是巴洛克式華麗空間，頂部裝飾有彩繪玻璃與水牛雕刻，壁龕兩側左右牆面繪有岡田三郎助繪製的壁畫，分別為《殿下御上陸之圖》及《石門的西鄉都督》，於二戰時遭到轟炸，裝飾與立柱損毀，戰後改為今日較簡潔風格。「中山廳」由馬英九總統命名。

公東廳
- 總統府一側「八角亭」內，以台東公東高工設計之工藝作品、傢俱布置。「公東廳」由蔡英文總統於2019年設置。

### 3F

#### 經國廳
- 總統府內大禮堂，日治時期稱「會議室」，拱型屋頂挑高8公尺，前方設有壁龕，並前後上方各有石川寅治所繪之《日出》、《夕陽》壁畫，於二戰中遭受轟炸致相關裝飾與立柱毀損，戰後改為今日較簡潔樣式，現為中樞慶典集會、總統記者會等舉行地點。戰後原名「介壽堂」，匾額於陳水扁總統任內拆除，馬英九總統即將卸任前將其重新命名為「經國廳」，但蔡英文總統任內門外標示僅為「大禮堂」。

#### 台灣晴廳
- 日治時期為總督辦公室，中華民國接收後改為蔣經國總統辦公室，後變更為總統會客室，地板鋪藍色象徵海洋地毯，窗簾花紋為達悟族菱形圖樣。陳水扁總統任內命名。

#### 台灣綠廳
- 原為蔣中正總統辦公室，2001年整修後以台灣高山為象徵命名為綠廳，作為總統接見外賓場所，鋪設的地毯圖樣中央圓形繡有台灣藍鵲及蝴蝶等生物，周為圍繞海洋波浪花紋，壁上懸掛字畫出於臺灣本土書法家陳雲程之手，內容摘錄明朝思想家呂坤著作《呻吟語》。本廳設計以古蹟保存、文化內涵、藝術品味及現代感為主軸規劃。陳水扁總統任內定為現名。

#### 台灣虹廳
- 總統府宴會廳或開小型記者會場所，於經國廳對面，牆上不定期更換油畫。陳水扁總統任內命名。

#### 渭水廳
- 為3樓視訊會議室，馬英九總統於國父誕辰紀念日與「中山廳」及「銘傳廳」同日命名。

#### 銘傳廳
- 為277會議室，馬英九總統於國父誕辰紀念日與「中山廳」及「渭水廳」同日命名。

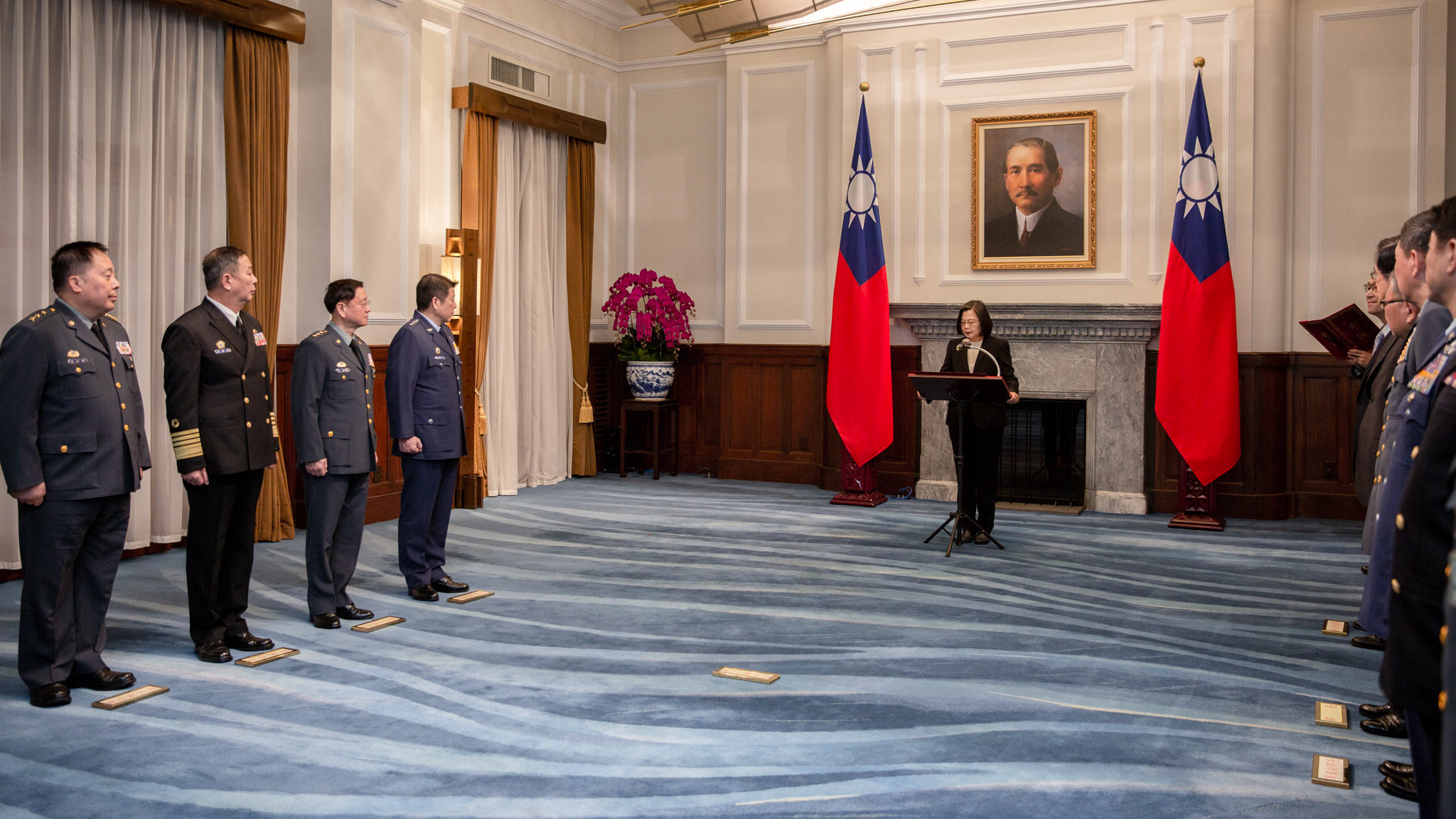
台灣晴廳
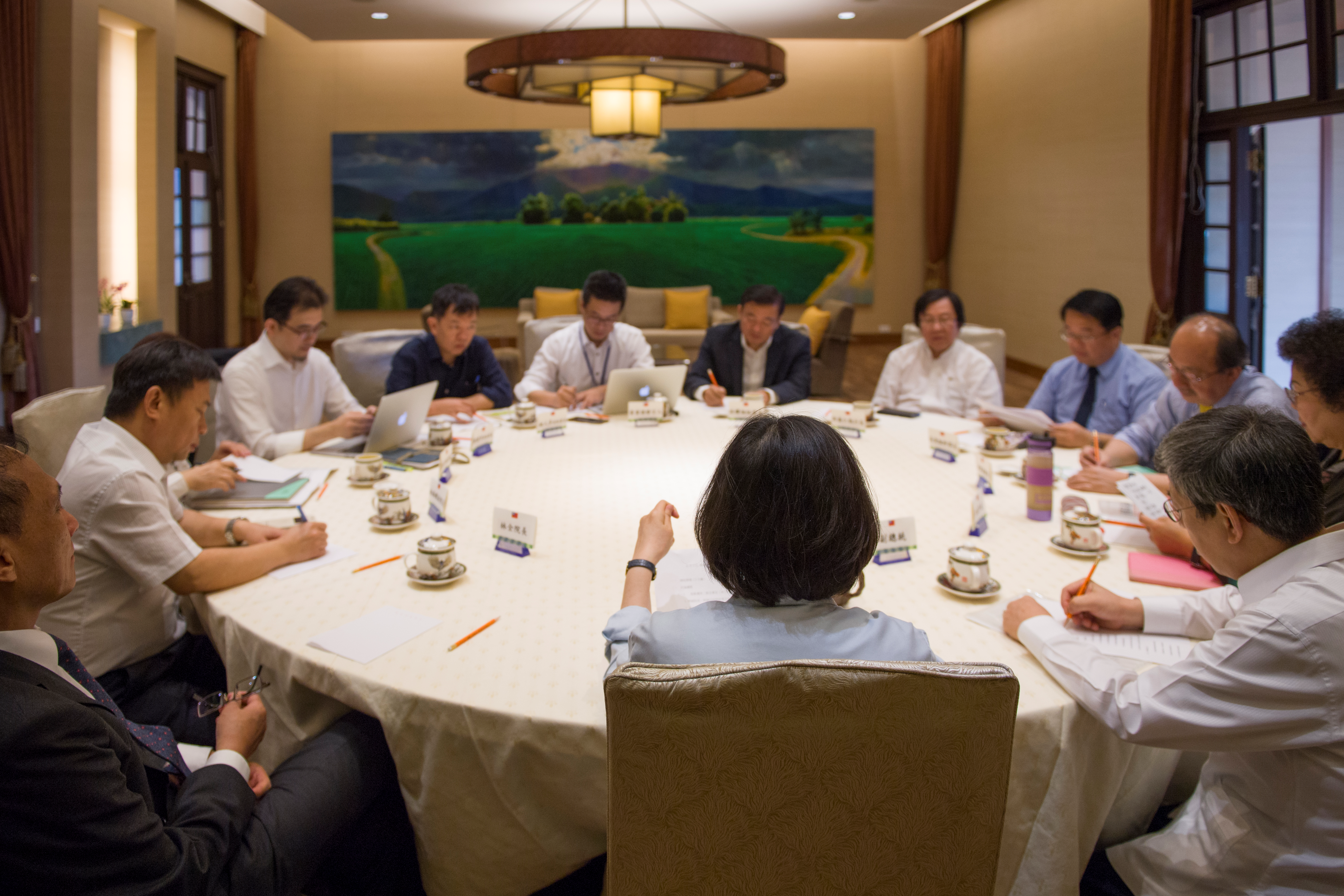
蔡英文總統於台灣虹廳主持會議，牆上畫作為林惺嶽的《天祐花蓮》
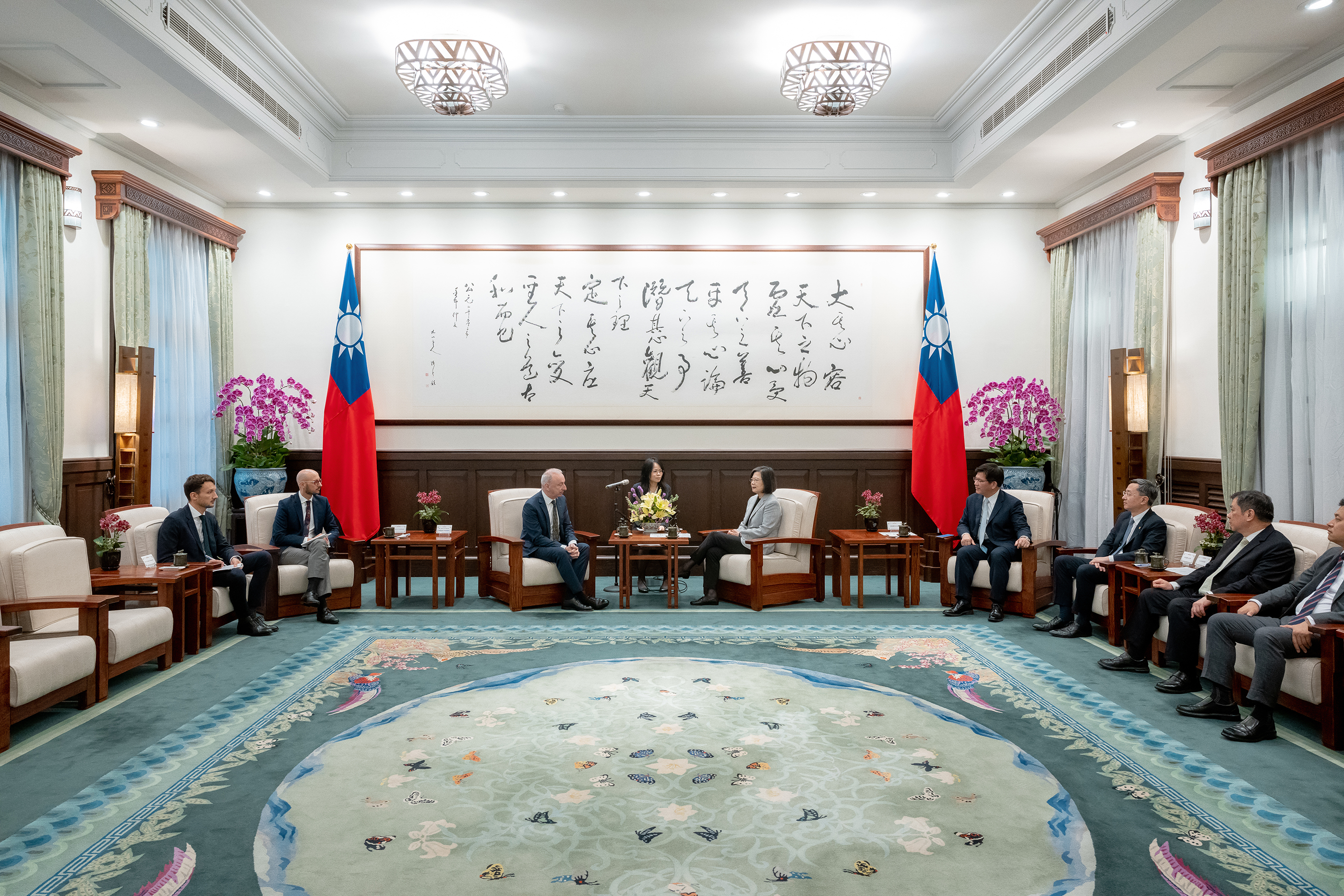
臺灣綠廳（總統會客室）
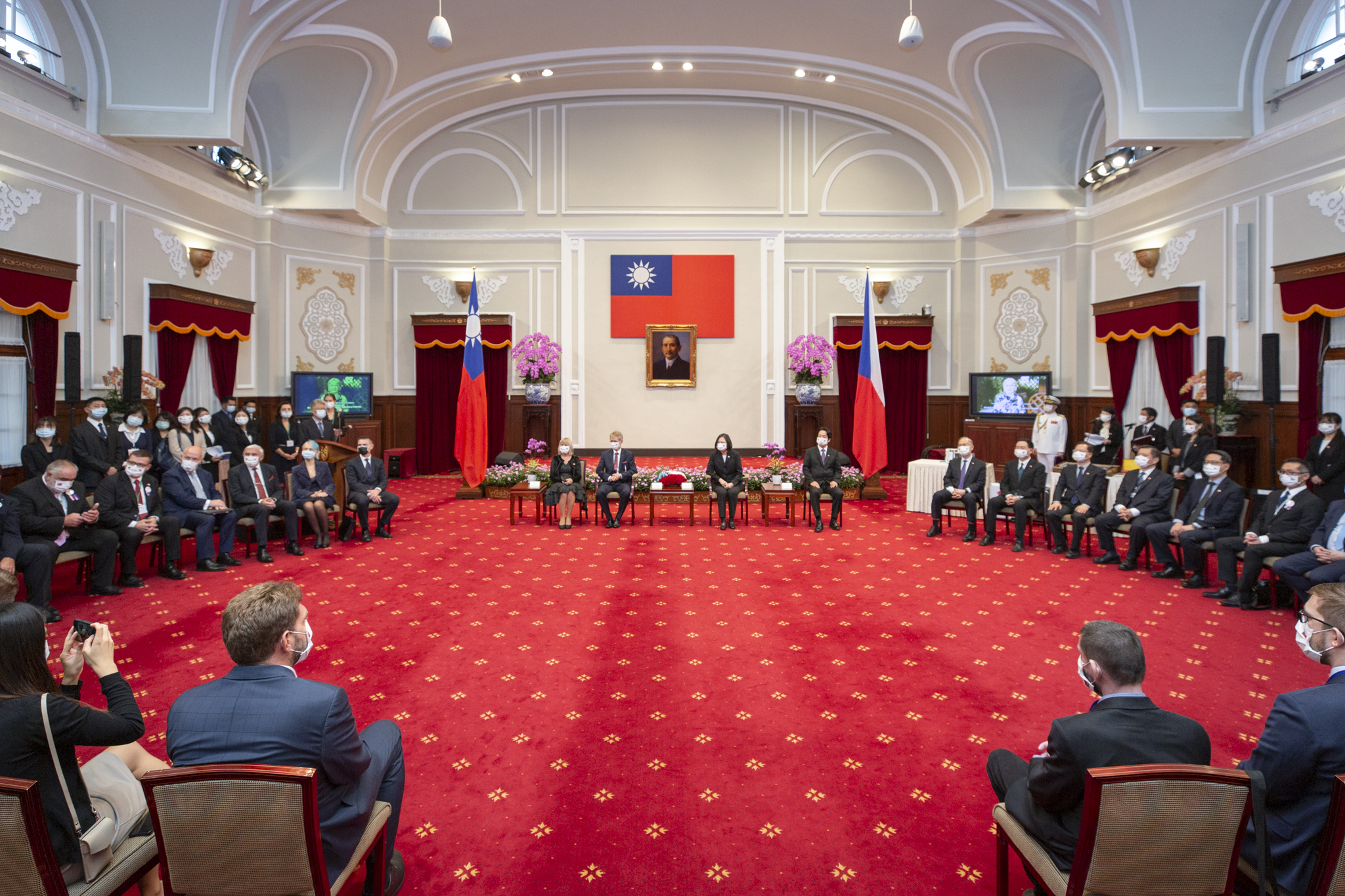
位於三樓的大禮堂「經國廳」是舉辦重要集會及表演的場所
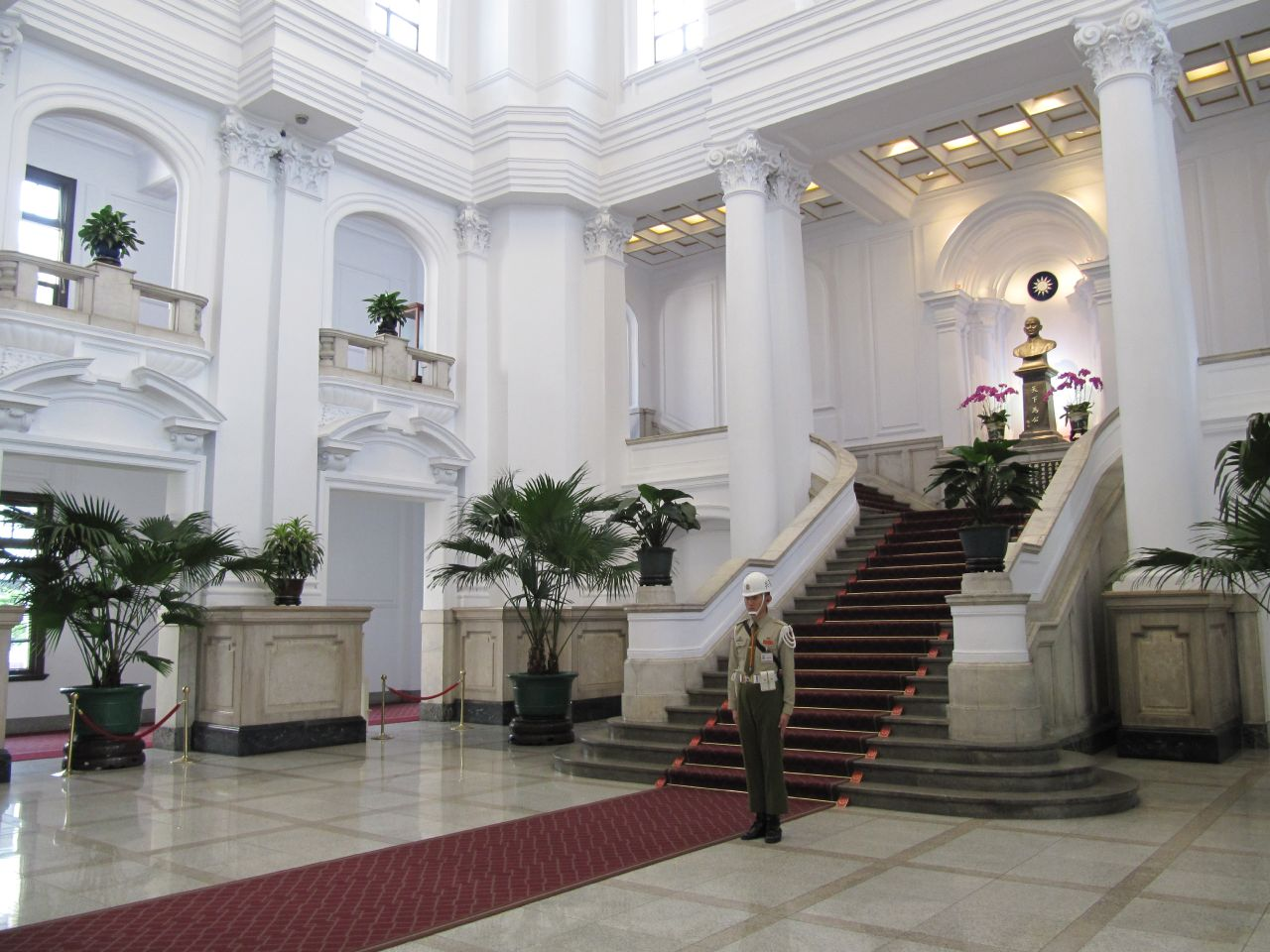
敞廳「中山廳」，壁龕内擺設孫文半身像

## 維安事件列表
總統府曾多次發生維安事件，其中包括多起自殺攻擊事件。
| 發生日期       | 當事者   | 事件類型             | 事件內容                                         |
| -------------- | -------- | -------------------- | ------------------------------------------------ |
| 1989年5月19日  | 詹益樺   | 自殺                 | 引火自焚                                         |
| 2002年9月17日  | 鄒木樹   | 駕車衝撞、爆裂物攻擊 | 載著爆竹駕車衝撞總統府                           |
| 2003年6月30日  | 黃姓人士 | 非法闖入             | 意圖衝撞總統府，揚言要自殺                       |
| 2003年7月7日   | 江高源   | 縱火攻擊             | 在總統府前手持汽油桶花圃灑汽油，意圖點火         |
| 2003年8月28日  | 薛姓人士 | 駕車衝撞攻擊         | 意圖駕計程車衝撞                                 |
| 2005年1月31日  | 黃麒晏   | 自殺                 | 總統府憲兵舉槍自殺，送醫後所幸獲救               |
| 2005年12月15日 | 王惠群   | 駕車衝撞攻擊         | 意圖駕車衝撞                                     |
| 2006年7月27日  | 張漢明   | 攻擊                 | 射擊13發信號彈                                   |
| 2007年9月20日  | 蘇改     | 車禍                 | 酒駕衝撞總統府護欄                               |
| 2009年3月3日   | 蕭姓人士 | 自殺                 | 舉槍自殺身亡                                     |
| 2009年6月30日  | 曾璦慧   | 誤闖                 | 誤闖到達總統府五樓，閒晃約半小時以上後才被發現。 |
| 2010年9月1日   | 陳瑞乾   | 攻擊                 | 襲警奪槍                                         |
| 2011年8月26日  | 黃姓人士 | 車禍                 | 打瞌睡駕車衝撞總統府護欄                         |
| 2011年9月26日  | 曾忠義   | 自殺                 | 引火自焚                                         |
| 2011年12月8日  | 林姓人士 | 駕車衝撞攻擊         | 意圖駕吉普車衝撞                                 |
| 2012年5月3日   | 高鈺傑   | 自殺                 | 總統府憲兵舉槍自殺身亡                           |
| 2012年3月28日  | 蘇姓人士 | 自殺                 | 引火自焚                                         |
| 2013年1月6日   | 鄧佳華   | 恐嚇                 |                                                  |
| 2013年7月18日  | 楊儒門   | 潑漆抗議             |                                                  |
| 2013年11月12日 | 陳姓人士 | 自殺                 | 持刀自殘                                         |
| 2013年11月28日 | 楊姓人士 | 自殺                 | 持刀自殘                                         |
| 2014年1月25日  | 張德正   | 駕車衝撞攻擊         | 意圖駕砂石車衝撞                                 |
| 2015年2月23日  | 林姓人士 | 車禍                 | 開車拿手機失控駕車衝撞府前鋼質花台               |
| 2016年5月29日  | 李姓人士 | 自殺                 | 持刀意圖闖入總統府                               |
| 2017年8月18日  | 呂軍億   | 攻擊                 | 竊軍史館日軍軍刀砍傷總統府憲兵一名               |
| 2018年9月6日   | 林重光   | 攻擊                 | 小型農用鐮刀意圖強闖總統府                       |
| 2019年9月24日  | 陳姓網友 | 恐嚇                 | 臉書發文恐嚇炸掉總統府，砍死總統蔡英文           |

### 引用
1. ↑  .   [2011-08-16]. （原始内容存档于2021-01-04）.
2. ↑  《集會遊行法》第6條第1項：「集會、遊行不得在左列地區及其週邊範圍舉行。但經主管機關核准者，不在此限：一、總統府、行政院、司法院、考試院、各級法院及總統、副總統官邸。二、國際機場、港口。三、重要軍事設施地區。四、各國駐華使領館、代表機構、國際組織駐華機構及其館長官邸。」
3. ↑  .   [2023-02-07]. （原始内容存档于2023-02-07）.
4. ↑  卸下介壽館 正名總統府 （页面存档备份，存于），臺灣蘋果日報，2006年3月26日
5. ↑  介壽館（樓）聯合安全檢查實施要點 （页面存档备份，存于），植根法律網，2021年8月26日
6. ↑  . 臺北市都市計畫圖1948.   [2015-03-10]. （原始内容存档于2021-12-19）.
7. ↑  洪健倫. . 中央社. 2019-03-08  [2024-01-21]. （原始内容存档于2022-05-11）.
8. ↑  . 行政院. 1999-12-09  [2024-07-16]. （原始内容存档于2019-02-17）.
9. ↑  田裕斌. . 中央社. 2005-10-15  [2005-10-15]. （原始内容存档于2023-02-12）.
10. ↑  張省卿，〈台灣總督府廳舍（1912-1919）﹕中央級與地方級官署建築之探 討〉，《輔仁歷史學報》，第17期，台北：輔仁大學歷史學系，2006年11月，頁291。Nov. 2006, Chang, Sheng-Ching. “Administrative buildings of the Taiwan governor's office, 1912-1919: a study of central and local administrative architecture”, “Fu Jen Historical Journal”, no. 17, Taipei, Department of History of Fu Jen University, p. 291.
11. 1 2  張省卿，〈以日治官廳台灣總督府（1912-1919）中軸佈置論東西建築交流〉，《輔仁歷史學  報》，第19期，台北：輔仁大學歷史學系，2007年7月，頁163-220。July 2007, Chang, Sheng-Ching. „Exchange between Eastern and Western architecture from the perspective of the central axis alignment with the example of the administrative buildings of Taiwan’s governor’s office“, “Fu Jen Historical Journal”, no.19; Taipei, Department and Graduate Institute of History of Fu Jen University, pp. 163-220.
12. ↑  張省卿，〈台灣總督府廳舍（1912-1919）﹕中央級與地方級官署建築之探討〉，《輔仁歷史學報》，第17期，台北：輔仁大學歷史學系，2006年11月，頁285-353。Nov. 2006, Chang, Sheng-Ching. “Administrative buildings of the Taiwan governor's office, 1912-1919: a study of central and local administrative architecture”, “Fu Jen Historical Journal”, no. 17, Taipei, Department of History of Fu Jen University, pp. 285-353.
13. ↑  .   [2013-08-22]. （原始内容存档于2018-12-11）.
14. ↑  . 自由時報新聞網.   [2014-01-25]. （原始内容存档于2014-01-30） （中文（臺灣））.
15. ↑  . TVBS新聞.   [2014-01-25]. （原始内容存档于2021-01-04） （中文（臺灣））.
16. ↑  . 蘋果日報.   [2014-01-25]. （原始内容存档于2021-01-04） （中文（臺灣））.
17. ↑  . 蘋果日報 （中文（臺灣））.
18. ↑  . TVBS新聞.   [2014-01-25]. （原始内容存档于2021-01-04） （中文（臺灣））.
19. ↑  . TVBS新聞.   [2014-01-25]. （原始内容存档于2021-01-04） （中文（臺灣））.
20. ↑  . TVBS新聞.   [2014-01-25]. （原始内容存档于2021-01-04） （中文（臺灣））.
21. ↑  . TVBS新聞.   [2014-01-25]. （原始内容存档于2021-01-04） （中文（臺灣））.
22. ↑  . TVBS新聞.   [2014-01-25]. （原始内容存档于2021-01-04） （中文（臺灣））.
23. ↑  . TVBS新聞.   [2014-01-25]. （原始内容存档于2021-01-04） （中文（臺灣））.
24. ↑  . TVBS新聞.   [2014-01-25]. （原始内容存档于2021-01-04） （中文（臺灣））.
25. ↑  . 自由電子報.   [2014-01-25]. （原始内容存档于2009-09-26） （中文（臺灣））.
26. ↑  . 自由電子報. （原始内容存档于2010-09-05） （中文（臺灣））.
27. ↑  . Youtube.   [2014-01-25]. （原始内容存档于2021-01-04） （中文（臺灣））.
28. ↑  . TVBS新聞.   [2014-01-25]. （原始内容存档于2021-01-04） （中文（臺灣））.
29. ↑  . 台灣法律網. （原始内容存档于2014-02-02） （中文（臺灣））.
30. ↑  . Youtube.   [2014-01-25]. （原始内容存档于2021-01-04） （中文（臺灣））.
31. ↑  . Youtube.   [2014-01-25]. （原始内容存档于2021-01-04） （中文（臺灣））.
32. ↑  . ETtoday.   [2014-01-25]. （原始内容存档于2021-01-04） （中文（臺灣））.
33. ↑  . Youtube.   [2014-01-25]. （原始内容存档于2021-01-04） （中文（臺灣））.
34. ↑  . TVBS新聞.   [2014-01-25]. （原始内容存档于2021-01-04） （中文（臺灣））.
35. ↑  . ETtoday.   [2014-01-25]. （原始内容存档于2021-01-04） （中文（臺灣））.
36. ↑  . 蘋果日報.   [2014-01-25]. （原始内容存档于2015-09-24） （中文（臺灣））.
37. ↑  . 蘋果日報.   [2014-01-25]. （原始内容存档于2015-09-24） （中文（臺灣））.
38. ↑  砂石車如坦克連闖5關　總統府維安亮紅燈 的存檔，存档日期2014-02-02.
39. ↑  .   [2016-01-11]. （原始内容存档于2021-01-04）.
40. ↑  . UDN. 2018年9月6日  [2018年9月19日]. （原始内容存档于2021年1月4日）.

## 外部連結
- 中華民國總統府